# ليني غلوفر
ليني غلوفر (بالإنجليزية: Lenny Glover)‏ (31 يناير 1944 في المملكة المتحدة - ) هو لاعب كرة قدم بريطاني في مركز الوسط. لعب مع تشارلتون أثلتيك وليستر سيتي ونادي كيترينغ تاون وتامبا باي راوديز وHarlow Town F.C. ‏ وشبشيد دينامو ‏.

## وصلات خارجية
- ليني غلوفر على موقع قاعدة بيانات كرة القدم.إي يو (الإنجليزية)